# تومي دان
تومي دان (بالإنجليزية: Tommy Dunn)‏ (2 يونيو 1873 في المملكة المتحدة - 24 يونيو 1938) هو لاعب كرة قدم بريطاني (وحمل سابقاً جنسية المملكة المتحدة لبريطانيا العظمى وأيرلندا) في مركز الدفاع. لعب مع نادي بيرنلي ووست هام يونايتد ووولفرهامبتون واندررز وThames Ironworks F.C. ‏ وتشاثام تاون ‏.